# Яковлев, Владимир Тимофеевич
Владимир Тимофеевич Я́ковлев (1905—1978) — советский кинооператор. Заслуженный деятель искусств РСФСР (1968). Лауреат Сталинской премии второй степени (1946).

## Биография
Родился 16 (29) июня 1905 года. В 1927 году окончил операторское отделение Ленинградского кинофототехникума. В кино работает с 1925 года. В 1948—1953 годы был командирован в Польшу и работал в высшей киношколе. В 1954—1955 работал в Китае. В 1947—1953 годы преподавал во ВГИКе. Член ВКП(б) с 1941 года.
Умер в 1978 году. Похоронен в Москве в колумбарии Ваганьковского кладбища.

## Фильмография
- 1932 — Для вас найдётся работа (с В. В. Гордановым)
- 1933 — Очир (с М. Ротиновым)
- 1935 — Флаг стадиона
- 1937—1938 — Пётр I
- 1939 — Учитель
- 1941 — Чапаев с нами
- 1944 — Большая земля; Юбилей
- 1945 — Без вины виноватые
- 1951 — Спортивная честь
- 1959 — Дожди; В степной тиши (с П. Кузнецовым)
- 1961 — Укрощение строптивой
- 1962 — Кубинская новелла
- 1963 — Аппассионата
- 1964 — Вызываем огонь на себя
- 1965 — Пакет
- 1966 — Душечка

## Награды и премии
- Сталинская премия второй степени (1946) — за фильм «Без вины виноватые» (1945)
- премия Ленинского комсомола (1968) — за фильм «Вызываем огонь на себя»
- заслуженный деятель искусств РСФСР (1968)
- орден Трудового Красного Знамени (1.2.1939) — за съёмки фильма «Пётр I» (1937—1938)